# Brisingr
Brisingr (2008) (titlu original Brisingr) este al treilea roman din Ciclul Moștenirea, scris de Christopher Paolini. Cartea a fost tradusă și publicată în România de editura Rao pe 22 ianuarie 2009.
Inițial, Paolini a intenționat ca Moștenirea să fie o trilogie, dar în timpul lucrului la cel de-al treilea roman și-a dat seama că e nevoie de două volume pentru a exploata întreaga complexitate a acțiunii. Pe 13 octombrie 2009 a fost lansată ediția "deluxe" a romanului, care include scene tăiate și ilustrații inedite.
Brisingr se concentrează pe povestea lui Eragon și a dragonului său, Saphira, în misiunea lor de a-l detrona pe conducătorul corupt al Imperiului, Galbatorix. Eragon este unul dintre ultimii Cavaleri ai Dragonului, un grup care a condus lumea fictivă a Alagaësiei. Brisingr reia acțiunea aproape din același loc în care o lăsase romanul precedent, Eragon II. Cartea primului născut.
Publicată de Alfred A. Knopf Books for Young Readers, o editură aparținând grupului Random House Children's Books, cartea s-a vândut în 550.000 de exemplare în prima zi, un record pentru cărțile de copii de la Random House. Romanul a intrat direct pe locul întâi în top 150 al celor mai bine vândute cărți în lista celor de la USA Today. Criticii au dezaprobat lungimea cărții, dar au apreciat maturizarea lui Paolini în ceea ce privește tratarea personajelor.

## Cadrul acțiunii și personajele
Brisingr începe la trei zile după evenimentele din Eragon II. Cartea primului născut, relatând încercarea unui grup de rebeli și a micului stat Surda de pe continentul fictiv Alagaësia de a răsturna Imperiul. Ei sunt ajutați de elfi, pitici și urgali, dar Imperiul este populat de un număr mare de oameni, care îi depășesc numeric pe cei din Surda și pe aliații lor.
Brisingr este relatat la persoana a treia, din perspectiva mai multor protagoniști, printre care se numără Eragon, Roran, Nasuada, dragonul Saphira și dragonul Glaedr. Împăratul Galbatorix și Murtagh cu dragonul lui, Thorn, revin în rolul de antagoniști, alături de creaturile Ra'zac. De asemenea, își fac din nou apariția o serie de personaje secundare, cum ar fi elfii Arya, Islanzadí și Oromis, piticul Orik, sau personajele feminine Angela, Katrina și Elva.

## Rezumat
Brisingr se deschide cu călătoria lui Eragon, Saphira și Roran către Helgrind, unde o eliberează pe Katrina și ucid creaturile Ra'zac. Cei patru pornesc spre tabăra vardenilor, unde Eragon conduce nunta dintre Roran și Katrina, care e însărcinată. Evenimentul este întrerupt pentru o scurtă perioadă de timp de atacul unor trupe imperiale conduse de Murtagh și Thorn, dar acestea sunt puse pe fugă de Eragon, Saphira și magicienii elfi. În continuare, conducătoarea vardenilor, Nasuada, îi ordonă lui Eragon să participe la alegerea regelui piticilor care are loc în Munții Beor. Acolo, Eragon este ținta unei tentative de asasinat pusă la cale de clanul Az Sweldn rak Anhûin, pe care piticul Orik îl va exila. Câștigând simpatia piticilor, Orik este ales rege de către aceștia.
După încoronarea lui Orik, Eragon și Saphira se întorc pentru a-și termina pregătirea în capitala elfilor, Ellesméra. Acolo, Oromis și Glaedr îi dezvăluie lui Eragon că fostul lui mentor, Brom, este tatăl său. Glaedr dezvăluie și secretul puterii lui Galbatorix: pietrele Eldunarí, sau inima inimilor, care permit posesorilor lor să comunice cu și să ia energie de la dragonii cărira le-au aparținut, chiar dacă acești dragoni sunt morți. Galbatorix a petrecut ani colectând aceste pietre și forțând dragonii decedați să-și canalizeze energiile către el prin intermediul lor. După ce-și termină pregătirea, Eragon o vizitează pe Rhunön, elfa-fierar care forjează săbiile Cavalerilor și care îi face o sabie care va primi numele "Brisingr". Înaintea despărțirii, Oromis afirmă că a sosit vremea ca el și Glaedr să se lupte deschis cu Imperiul alături de Regina Islanzadí. Prin urmare, Glaedr își încredințează propriul Eldunarí lui Eragon și Saphirei înainte plecării acestora spre tabăra vardenilor.
Între timp, Roran primește o serie de misiuni militare din partea vardenilor, una dintre ele fiind aceea de a ataca un convoi cu provizii păzit de soldați vrăjiți. Când planurile conducătorul trupei de gherilă sunt pe cale să ducă la eșecul operațiunii, Roran preia inițiativa și reorganizează atacul, omorând el însuși o sută nouăzeci și trei de inamici și aducând victoria. Deși a contribuit decisiv la succesul operațiunii, Roran este biciuit pentru insubordonare, apoi este promovat de Nasuada la rangul de comandant. Grupul aflat sub comanda sa cuprinde atât oameni cât și urgali, aceștia din urmă provocându-l la o luptă prin care să dovedească faptul că e demn să îi conducă.
Trupele vardene asediază orașul Feinster, iar Eragon o salvează pe Arya și descoperă trei magicieni care încearcă să creeze o Umbră. În timpul tentativei de a-i ucide, Eragon are parte de o viziune prin intermediul pietrei Eldunarí a lui Glaedr, în care asistă la lupta dintre Oromis și Murtagh. În timpul acestei lupte, Galbatorix preia controlul asupra lui Murtagh și încearcă să îl atragă pe Oromis de partea sa și, în urma refuzului acestuia, îi ucide atât pe el, cât și pe dragonul său. Magicienii reușesc să creeze Umbra Varaug, dar Arya o ucide cu ajutorul lui Eragon. După ce asediul este încununat cu succes, Nasuada îi destăinuie lui Eragon planul vardenilor de a invada Imperiul.

### Capitolele cărții
| - Rezumatul primelor două volume ale trilogiei - Porțile morții - Împrejurul focului - Atacul piscului - Despărțirea - Cavaler și Ra'zac - Singur prin lume - Judecata pumnalelor - Vești purtate în zbor - Scăparea - O problemă delicată - Un lup la vânătoare - Ai milă, cavalere! - Umbrele trecutului - În freamătul mulțimii - Cum să-i răspunzi unui rege - Ospăț printre prieteni - Povești care se întrepătrund - Îndreptarea greșelilor - Aur în dar | - Am nevoie de o sabie! - Oaspeți neașteptați - Pârjol în ceruri - Soț și soție - Șoapte în întuneric - Porunci - Pași pierduți în umbră - Peste dealuri și munți - Pentru iubita mea - Pădurea de piatră - Morții care râd - Sânge pe stânci - Mai sus, mereu mai sus - Sărută-mă dulce! - Glûmra - Șefii de clan - Nesupunere - Vești în oglindă - Patru bătăi de tobă - Din nou împreună - Încoronarea | - Vorbe înțelepte - Biciuit la stâlp - Printre nori - Cap în cap - Despre părinți - O iubire fără noroc - Moștenirea - Suflete în piatră - Mâini de războinic - Copacul vieții - Mintea și metalul - Cavaler adevărat - Gata de luptă - Rămas-bun - În zbor - Brisingr! - Clipa osândei - Răsărit de soare - Glosar - Mulțumiri |

## Considerații generale

### Scrierea
Primele două cărți ale Ciclului Moștenirea, Eragon și Eragon II, s-au vândut împreună în peste 15 milioane de exemplare la nivel mondial. Editura Alfred A. Knopf Books for Young Readers a pregătit 2,5 milioane de exemplare din Brisingr la lansare, cel mai mare tiraj la cărțile pentru copii al celor de la Random House. Paolini a declarat că a încercat să nu se lase influențat de așteptările legate de Brisingr,: "Ca autor, mi-am dat seama că nu-mi pot permite să mă gândesc la asemenea lucruri. De fapt, am căzut în capcana asta cu prima parte din Brisingr. În timp ce lucram ajunsesem să fiu obsedat de fiecare cuvânt." A renunțat să mai lucreze pe calculator și a trecut la scrierea de mână, paginile fiind ulterior introduse în calculator de mama sa.
Spre deosebire de Eragon, Brisingr are parte de perspectiva mai multor personaje. Unele pasaje din carte sunt relatate din punctul de vedere al Saphirei, aceasta constituind o premieră pentru serie. Paolini a creionat comportamentul și atitudinea dragonului pe animalele de companie alături de care a crescut, în inspirându-se în special de la pisici: "M-am gândit că, într-un fel, un dragon e similar unei pisici în ceea ce privește atitudinea aceea de suficiență." El a mai declarat că descrierea scenelor din punctul de vedere al unui dragon a fost o adevărată provocare, dar că i-a plăcut să o facă deoarece Saphira "are atât de multe gânduri și opinii interesante."
Limba Străveche folosită de elfii din Ciclul Moștenirea are la bază limba nordică veche. Cuvântul brisingr este un termen străvechi scandinav care semnifică "foc", pe care Paolini l-a descoperit pe când citea un dicționar despre originea cuvintelor. El a declarat că "i-a plăcut atât de mult, încât a decis să construiască restul [Limbii Străvechi] pe limba nordică străveche. Pentru a afla mai multe cuvinte, am căutat online dicționare și ghiduri ale limbii. Pe baza a ceea ce am găsit am inventat cuvinte noi și am creat un sistem gramatical și un ghid de pronunție care să se potrivească în lumea mea. Acest demers a constituit probabil cea mai grea parte a scrierii acestor cărți." Limba folosită de pitici și de urgali a fost inventată de Paolini.
Când Sci Fi Wire l-a întrebat despre provocările întâmpinate în scrierea cărții, Paolini a răspuns că acestea au fost ridicate de încercarea de a evita referirile la lucruri și acțiuni actuale. Acțiunea din Brisingr se petrece cu mult timp înaintea revoluției industriale, ceea ce, după cum spune Paolini, "limitează nu doar ceea ce folosesc și fac personajele mele, dar și perspectiva lor asupra lumii. Această constrângere acționează și asupra termenilor și frazelor de dată recentă. De exemplu, am fost tentat să folosesc în Brisingr un gen de descriere care a fost descoperit și asociat gătitului modern, care presupune prepararea și servirea rapidă."

### Împărțirea romanului și editarea
"După ce am scris câteva capitole din Brisingr și am ajuns în locul în care Eragon și Roran au atacat Helgrindul, refugiul creaturilor Ra'zac, [...] Eragon ajunge în fața unei probleme morale. Pentru a o rezolva într-un mod care să se armonizeze cu caracterul [lui], am fost nevoit să mai adaug cărții vreo sută de pagini. [...] Îmi plac cărțile mari, dar de la un punct încolo devin prea voluminoase [...] Când am ajuns în acel punct mi-am dat seama că [...] ar fi cazul ca Trilogia Moștenirea să devină Ciclul Moștenirea, iar în loc de trei cărți să fie patru." 
După spusele autorului, Brisingr prezintă o poveste complexă cu "dileme morale dificile" și "o serie de evenimente care o fac o narațiune complexă". La jumătatea manuscrisului, Paolini și-a dat seama că povestea devenise atât de complexă, încât risca să ajungă la 2.000 de pagini. În acel moment a decis să o împartă în două cărți separate, iar Trilogia Moștenirea a devenit Ciclul Moștenirea. Paolini a dat publicității decizia sa în luna octombrie a anului 2007, și a precizat că evenimentul care a cauzat creșterea complexității cărții îl constituie maturizarea sa ca scriitor față de perioada când a scris Eragon.
Decizia de a aduce în prim plan o Umbră și de a o ucide la sfârșitul cărții a fost luată de Paolini când și-a dat seama că romanul are nevoie de un final după ce a decis să împartă cartea în două. Era nevoie de o intrigă suficient de atractivă pentru a păstra interesul cititorului până la sfârșitul cărții și, pentru a ajuta în acest demers, bătălia cu Umbra a fost combinată cu perspectiva confruntării lui Glaedr și Oromis cu Thorn și Murtagh.
Prima formă a manuscrisului a fost finalizată în aprilie 2008. Într-o postare din acea lună, Paolini spunea că este ocupat cu "activitatea de editare, care s-a dovedit surprinzător de plăcută până în acest moment". Cea mai dificilă parte a editării a constituit-o eliminarea unor pasaje la care a lucrat zile sau săptămâni. "Totuși, așa cum majoritatea scriitorilor v-o pot confirma, faptul că ai petrecut zece zile chinuindu-te cu o scenă nu reprezintă un motiv să o păstrezi în manuscrisul definitiv. Singurul lucru care contează este dacă această scenă are un rol în carte ca întreg", a spus el. Michelle Frey, editorul executiv de la Alfred A. Knopf care a lucrat cu Paolini la Eragon și Eragon II, l-a asista pe Paolini în munca de editare a cărții Brisingr.

### Titlul, coperta și cartea audio

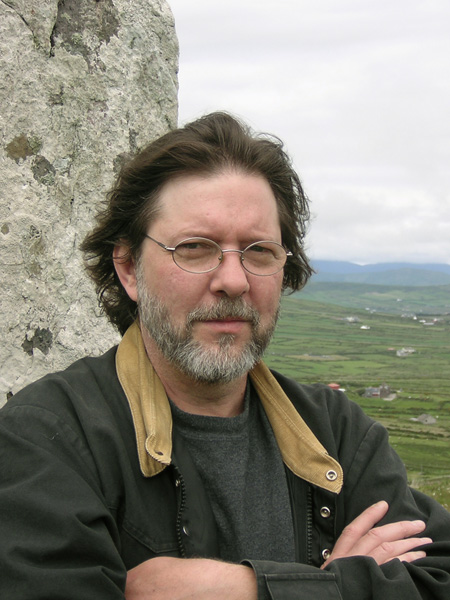
John Jude Palencar a desenat coperta romanului Brisingr.

Paolini a spus că unul dintre primele titluri la care s-a gândit pentru carte a fost chiar "Brisingr", deoarece a fost primul cuvânt în Limba Străveche pe care Eragon l-a învățat, având astfel o semnificație aparte pentru el. Spre deosebire de primele două cărți ale seriei, Brisingr are și un subtitlu: Cele șapte făgăduințe ale lui Eragon, Biruitorul Umbrei, și ale Saphirei Bjartskular. Într-o postare de pe site-ul său, Paolini a justificat adăugarea lui pentru că "am simțit că se potrivește poveștii și pentru că, într-un fel, încă mai consider Brisingr și a patra carte ca două jumătăți ale aceluiași volum; subtitlul este, așadar, numele primei secțiuni."
John Jude Palencar a realizat ilustrația copertei ediției englezești, în care apare reprezentarea dragonului auriu Glaedr. Deși inițial pe copertă trebuia să apară un dragon verde, Paolini și-a schimbat planul odată cu extinderea ciclului la patru cărți. Lui Paolini i-a plăcut coperta, deoarece subliniază faptul că Brisingr este cea mai voluminoasă și "mai intensă parte a seriei de până acum". Ediția japoneză a fost atât de voluminoasă încât a trebuit împărțită în două volume și, deoarece nu se dorea aceeași imagine pe ambele coperți, Palencar a fost convins să picteze creaturile Lethrblaka pentru cel de-al doilea. Paolini a realizat desene pe baza cărții pentru ediția "deluxe", printre ele numărându-se unul în care apare brațul lui Eragon care ține sabia primită în carte, aceasta având flăcări în jurul lamei.
Gerard Doyle a fost vocea din spatele ediției englezești a versiunii audio a cărții Brisingr. Pentru a-l ajuta pe Doyle cu pronunția, Paolini a înregistrat pronunția fiecărui nume și cuvânt inventat în Brisingr de pe o listă de nouă pagini. Demersul a fost unul dificil chiar și pentru el, deoarece nu reușea să spună corect r-urile. Doyle a povestit că s-a pregătit pentru citirea cărții folosindu-se de "descrierile fizice. Dacă existau detalii specifice despre voce, le respectam cât de bine puteam. Dar dacă erau descrise caracteristicile anatomice ale unei creaturi, încercam să îmi imaginez, de exemplu, cum se mișcă maxilarele [...] și apoi mă străduiam să mă adaptez și să fac să sune bine pentru urechi, dar păstrând o pronunție mai deosebită."

## Promovarea și lansarea

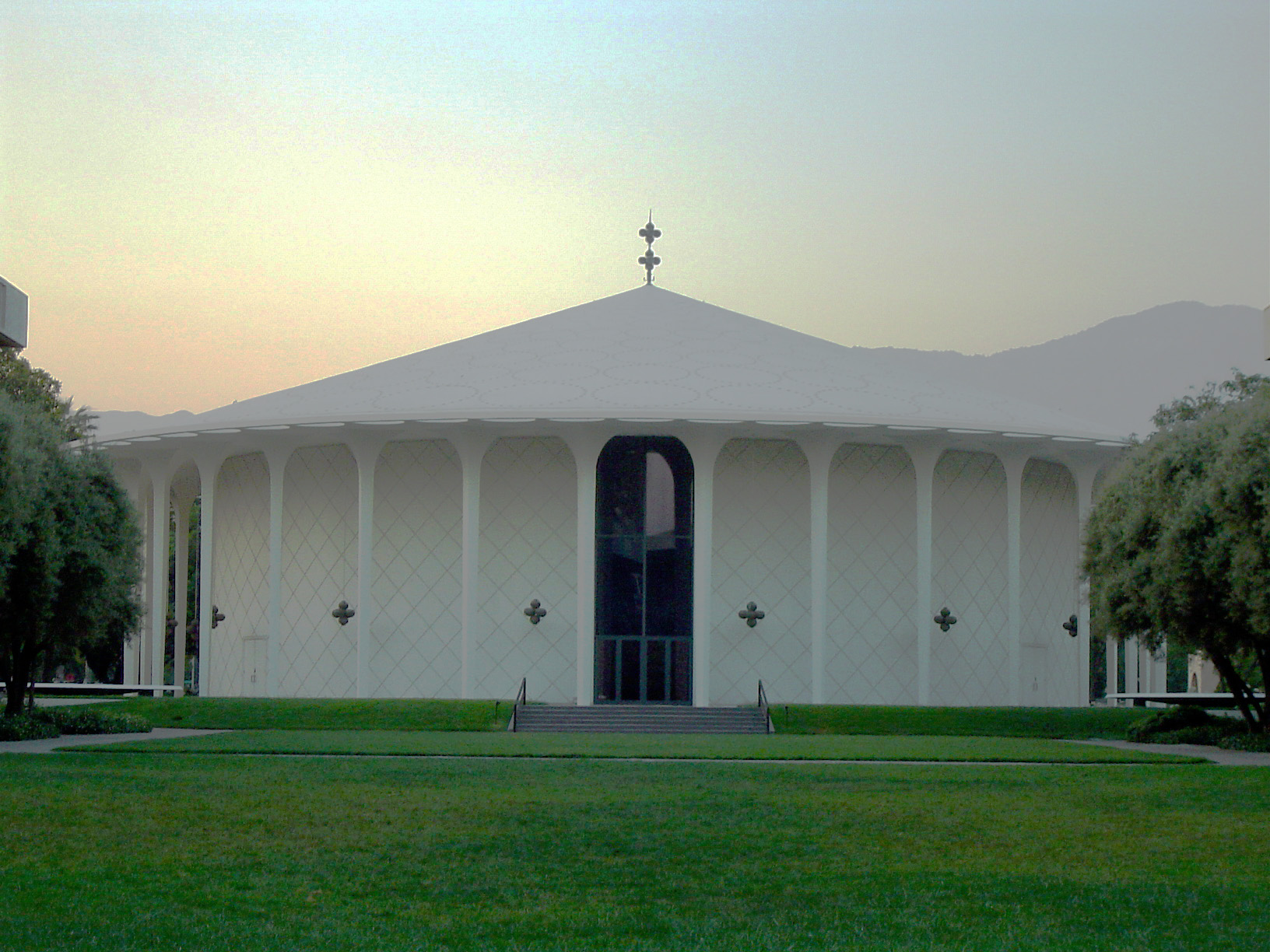
Paolini a vizitat aula Beckman din cadrul Caltech în timpul turneului de promovare a cărții Brisingr.

În martie 2008, pe site-ul oficial al Ciclului Moștenirea au apărut câteva dezvăluiri legate de carte, în care se menționa că "În Brisingr, Eragon va întâlni un zeu." În mai 2008, Paolini a postat pe site-ul personal un mesaj video în care anunța că Eragon va întâlni "un dușman nou, înspăimântător" căruia "îi place să râdă, dar nu în sensul bun al termenului." Al treilea set de informații despre roman a fost dat publicității în luna iulie a aceluiași an, dezvăluind faptul că un personaj va rămâne însărcinat pe parcursul cărții. Fragmente din Brisingr au apărut atât pe site-ul oficial al Ciclului Moștenirea cât și pe MSNBC, unde a fost disponibil interviul acordat de Paolini cu o zi înainte de lansarea cărții. Turneul de promovare al cărții a cuprins zece orașe din America de Nord, începând cu New York City pe 19 septembrie 2008 și terminând cu  Bozeman pe 22 noiembrie 2008.
Brisingr a fost lansat pe 22 septembrie 2008 în Statele Unite, Canada, Australia, Noua Zeelandă, Singapore și Marea Britanie, deși data anunțată inițial era de23 septembrie 2008. Nancy Hinkel, directorul de la Alfred A. Knopf Books for Young Readers responsabil cu publicarea cărții, a declarat că au primit "nenumărate cereri de la vănzătorii de carte care doreau să țină petreceri de lansare la miezul nopții. Pentru a răspunde entuziasmului lor am decalat data, iar fanii au salutat oportunitatea de a sărbătorii împreună publicarea." În Statele Unite au fost ținute pe 20 septembrie peste 2.500 de petreceri de lansare a cărții. Pe 13 octombrie a fost lansată o ediție "deluxe" a cărții, care a inclus scene eliminate, postere, ilustrații inedite ale autorului și un ghid al runelor piticilor.
Brisingr s-a vândut în 550.000 de exemplare în america de Nord în prima zi de la lansare, dintr-un tiraj de 2,5 milioane de exemplare. Atât tirajul inițial cât și vânzările primei zile au fost cele mai mari din istoria diviziei de cărți pentru copii a celor de la Random House. Brisingr s-a vândut în 45.000 de exemplare în prima zi de la lansare în Marea Britanie, fiind cea mai rapid vândută carte de copii din țară în anul 2008. În Australia, cartea s-a vândut în 141.000 de exemplare în 2008, ajungând în topul celor mai bine vândute 10 cărți ale anului. Brisingr a intrat pe locul 1 în lista celor mai bine vândute 150 de cărți a celor de la USA Today și a rămas pe listă 25 de săptămâni consecutive, până pe 3 martie 2009.

## Opinii critice
Criticile cărții Brisingr au fost amestecate, recenzorii axându-se în special pe lungimea cărții și pe maturizarea modului de tratare al personajelor. David Durham de la Washington Post a lăudt proza lui Paolini, dar a considerat că romanul își pierde focalizărea în partea de mijloc. El a adăugat totuși că Brisingr "revine la elementele principale care animă povestea lui Eragon" către finalul cărții și că Paolini dovedește maturizarea sa în timpul unor momente "tăcute" din Brisingr, deși e de părere că acestea ar putea plictisi tinerii cititori. Durham a mai considerat că noile personaje ale lui Paolini sunt originale, în timp ce unele personaje din romanele precedente ale Ciclului Moștenirea au câștigat în profunzime. În contrast, Sheena McFarland de la The Salt Lake Tribune a fost de părere că Paolini "nu a învățat cum să creeze personaje cu care cititorul să se identifice", lăudându-l totuși pentru puternicele personaje feminine din Brisingr, cum sunt Arya și Nasuada. McFarland apreciază ultimele cincizeci de pagini ca "solide", dar le consideră o "palidă recompensă pentru truda de a parcurge precedentele 700 de pagini".
Publishers Weekly a avut o părere negativă despre Brisingr, criticând romanul pentru faptul că se bazează pe "figuri de stil clasice din genul fanatsy" și apreciind că ar putea avea priză la tinerii cititori, dar că nu îi va impresiona pe cei mai vârstnici. Recenzorul celor de la Voice of Youth Advocates (VOYA), Kathleen Beck, a criticat lungimea romanului, acuzându-l pe Paolini că "doar se plimbă cu plăcere în lumea sa fantastică" și somându-l să furnizeze seriei un final mai curat. Ea a mai criticat și conținutul cărții, argumentând că "[Brisingr] are multă acțiune, dar, în mod paradoxal, lucrurile nu prea înaintează." Pe de altă parte, Haley Keeley de la The Buffalo News, este de părere că, alternând perspectiva o dată la câteva capitole, Paolini "reușește să ducă mai departe complexitatea situației, oferând în același timp perspective noi". Jamie Hain de la Children's Literature a apreciat pozivit vartea, lăudându-i scenele de acțiune și faptul că se adresează atât cititorilor de sex masculin, cât și celor de sex feminin. Ea cataloghează cartea ca "lungă", dar crede că "merită efortul de a o citi până la sfârșit."